# Carwyn Tuipulotu
Pour les articles homonymes, voir Tuipulotu.
Pas d'image ? Cliquez ici

a Compétitions nationales et continentales officielles uniquement.

b Matchs officiels uniquement.
Dernière mise à jour le 3 juillet 2025.
Carwyn Tuipulotu, né le 28 septembre 2001 à Abergavenny (pays de Galles), est un joueur gallois de rugby à XV évoluant au poste de troisième ligne centre à la Section paloise.
Son père, Kati Tuipulotu (en), est un joueur international tongien de rugby à XV.

## Biographie

### Jeunesse et formation
Carwyn Tuipulotu naît le 28 septembre 2001 à Abergavenny, ville du comté du Monmouthshire au pays de Galles, alors que son père, Kati Tuipulotu (en), évolue comme troisième ligne en Championnat du pays de Galles. International tongien (16 sélections) ayant disputé la Coupe du monde 1999, Kati joue à l'époque pour le Ebbw Vale RFC après des passages au Dunvant RFC (en) et au Neath RFC. Séduit par l'accueil chaleureux des Gallois, il décide de donner à son fils un prénom gallois. Inspiré par des échanges au sein d'une église méthodiste locale, il choisit le prénom Carwyn, qui signifie « bénédiction avec amour de Dieu » en gallois.
En 2005, la famille Tuipulotu s'installe en Angleterre lorsque Kati rejoint le club de New Brighton FC (en) en tant qu'entraîneur-joueur. C'est là que le jeune Carwyn découvre la pratique du rugby à XV à l'âge de dix ans, avant d'intégrer la prestigieuse Sedbergh School (en), école reconnue pour sa formation rugbystique qui a accueilli des joueurs de renom comme Will Carling et Will Greenwood.
Issu d'une famille au riche héritage rugbystique, il est le cousin de Taulupe Faletau , ainsi que des frères Billy et Mako Vunipola.  Carwyn Tuipulotu est d'abord utilisé à plusieurs postes : pilier, ailier, centre et deuxième ligne. Il se spécialise finalement en troisième ligne, où sa puissance et sa capacité à porter le ballon attirent l'attention des Newcastle Falcons, qui l'intègrent à leur centre de formation. Cependant, la Fédération galloise de rugby à XV suit également son parcours de près. Remarqué lors d'un match de la RFU National Schools Cup (en) (anciennement NatWest Cup) avec Sedbergh, son prénom intrigue les recruteurs gallois, qui confirment rapidement ses origines et donc son éligibilité aux critères du programme des Wales Exiles. Ainsi, il se voit offrir une place en sélection nationale des moins de 18 ans, puis des moins de 20 ans.

### Débuts avec les Scarlets
Carwyn Tuipulotu fait ses débuts professionnels avec les Scarlets durant la saison 2020-2021 de Pro14 contre le Leinster, son unique match de la saison en équipe première. En février 2021, il signe un contrat professionnel de quatre ans avec la province galloise. Cette même année, il joue pour l'équipe du pays de Galles des moins de 20 ans pendant le Tournoi des Six Nations.
La saison suivante (2021-2022), au mois de mars 2022, il marque son premier essai avec les Scarlets lors d'une victoire 41 à 24 contre les Zebre. Toutefois, une série de blessures ralentit sa progression en équipe première.
Néanmoins, sa puissance physique et son activité sur le terrain font de lui un joueur prometteur,, au point d'être mentionné par le sélectionneur Warren Gatland comme un potentiel futur international gallois.

### Prêt aux Saracens puis nouveau départ en Top 14
En janvier 2025, ayant peu joué avec les Scarlets depuis le début de la saison, Tuipulotu est prêté aux Saracens, club anglais évoluant en Premiership, pour pallier les absences dues au Tournoi des Six Nations et aux blessures. Il dispute deux matchs avec les Sarries, marquant un essai lors de ses débuts contre les Ealing Trailfinders en Premiership Rugby Cup.
Le mois suivant, Carwyn Tuipulotu s'engage en tant que joker médical avec le club français de la Section paloise en Top 14 jusqu'à la fin de la saison 2024-2025. Titularisé lors de ses trois premières rencontres avec le club béarnais, il exprime son souhait de s'inscrire dans la durée au sein de l'effectif. Il vise également à succéder à son cousin Taulupe Faletau au poste de troisième ligne centre en équipe du pays de Galles. En juin 2025, la Section paloise annonce la prolongation de son contrat pour au moins une saison supplémentaire, avec une année en option.

## Famille
Son père, Kati Tuipulotu (en), ainsi que son oncle, Sione Tuipulotu, sont des joueurs internationaux tongiens de rugby à XV. Ses cousins, Mako et Billy Vunipola sont des internationaux anglais, Taulupe Faletau est international gallois et sa cousine, Sisilia Tuipulotu est internationale galloise,. Son autre cousin, Kepu Tuipulotu (en), est également un joueur professionnel de rugby à XV.